# Shūmatsu Touring
Shūmatsu Touring (終末ツーリング Shūmatsu Tsūringu?) es una serie de manga japonesa escrita e ilustrada por Sakae Saito. La serie comenzó a publicarse en la revista de manga seinen Dengeki Maoh de ASCII Media Works en septiembre de 2020. Una adaptación televisiva de anime producida por Nexus se estrenará en octubre de 2025.

## Personajes
Youko (ヨーコ Yōko?)
 Seiyū: Konomi Inagaki
Airi (アイリ?)
 Seiyū: Miyu Tomita

## Contenido de la obra

### Manga
Shūmatsu Touring está escrita e ilustrada por Sakae Saito y comenzó a serializarse en la revista de manga seinen Dengeki Maoh de ASCII Media Works el 26 de septiembre de 2020. Sus capítulos se han compilado en siete volúmenes tankōbon a partir de marzo de 2025.
| Volúmenes de manga publicados | Volúmenes de manga publicados | Volúmenes de manga publicados |
| Número                        | Fecha de lanzamiento          | ISBN                          |
| ----------------------------- | ----------------------------- | ----------------------------- |
| 1                             | 26 de abril de 2021           | ISBN 978-4-04-913801-6        |
| 2                             | 27 de septiembre de 2021      | ISBN 978-4-04-914003-3        |
| 3                             | 27 de mayo de 2022            | ISBN 978-4-04-914386-7        |
| 4                             | 27 de febrero de 2023         | ISBN 978-4-04-914846-6        |
| 5                             | 26 de octubre de 2023         | ISBN 978-4-04-915308-8        |
| 6                             | 26 de junio de 2024           | ISBN 978-4-04-915794-9        |
| 7                             | 27 de marzo de 2025           | ISBN 978-4-04-916337-7        |

### Anime
El 24 de febrero de 2025 se anunció una adaptación de una serie de televisión de anime. La serie es producida por Aniplex, animada por Nexus y dirigida por Yoshinobu Tokumoto. Kazuyuki Fudeyasu escribe y supervisa los guiones, Usaku Myouchin diseña los personajes y Kenichirō Suehiro compone la música. Su estreno está previsto para octubre de 2025. El tema de apertura, "Touring", es interpretado por Conton Candy, mientras que el tema de cierre, "Glide", es interpretado por Myuk.